# Cristian Bălgrădean
Cristian Emanuel Bălgrădean (* 21. März 1988 in Arad) ist ein rumänischer Fußballspieler auf der Position eines Torwarts.

## Karriere
Die Karriere von Bălgrădean begann im Jahr 2006 im Alter von 16 Jahren in der Liga II bei Minerul Lupeni. Bei Minerul war er Stammkraft, ehe er den Klub in der Winterpause 2006/07 zum FC Brașov. Dort konnte er sich nicht durchsetzen und kam in eineinhalb Jahren nur auf wenige Einsätze. Im Sommer 2008 verließ er Brașov und schloss sich dem Ligakonkurrenten CF Liberty Oradea an. Trotz Stammplatz wechselte er zu Beginn des Jahres 2009 in die Liga III zu Gloria CTP Arad in seine Heimatstadt. Ein halbes Jahr später zog es ihn zum Lokalrivalen FCM UTA Arad zurück in die Liga II. Der angestrebte Aufstieg in die Liga 1 wurde am Ende der Saison 2009/10 jedoch verpasst.
Bălgrădean verließ UTA im Sommer 2010 und wechselte zum rumänischen Spitzenklub Dinamo Bukarest. Dieser lieh ihn nach zwei Monaten bis zur Winterpause an der Ligakonkurrenten Unirea Urziceni aus. Dort kam er am 18. September 2010 zu seinem ersten Einsatz im Oberhaus. Auf Dauer konnte er sich bei Unirea jedoch nicht gegen seinen Konkurrenten Cornel Cernea behaupten. Nach seiner Rückkehr zu Dinamo zu Beginn des Jahres 2011 konnte er sich im Verlauf der Rückrunde gegen Emilian Dolha durchsetzen und wurde zur Nummer eins im Tor. Durch eine Niederlage im Pokalfinale 2011 gegen Steaua Bukarest verpasste Bălgrădean seinen ersten Titel. Dies holte er mit dem Pokalsieg 2012 ein Jahr später nach. Im Sommer 2014 wurde sein Vertrag bei Dinamo nicht verlängert, Ende August nahm ihn Aufsteiger CS Universitatea Craiova unter Vertrag. Dort löste er Bojan Brać als Nummer eins ab und wurde zum Ende der Saison 2014/15 Nachfolger von Pablo Brandán als Mannschaftskapitän. In der Winterpause 2015/16 verließ er Craiova wieder und schloss sich CS Concordia Chiajna an, wo er Florin Matache zwischen den Pfosten ablöste. Mit Beginn der Saison 2016/17 wurde er auch in Chiajna Kapitän.
Im Februar 2018 verließ Bălgrădean und wechselte zu Rekordmeister FCSB Bukarest, wo er Nachfolger von Florin Niță wurde, der zu Sparta Prag gewechselt war. 2020 wechselte er zu CFR Cluj.

## Nationalmannschaft
Bălgrădean wurde Anfang Oktober 2011 erstmals von Nationaltrainer Victor Pițurcă ins Aufgebot der Nationalmannschaft berufen. Am 15. November 2011 kam er im Freundschaftsspiel gegen Griechenland zu seinem einzigen offiziellen Länderspiel. Im März 2015 kehrte er in den Kreis der Nationalmannschaft zurück, als Anghel Iordănescu ihn für das EM-Qualifikationsspiel gegen die Färöer nominierte, jedoch nicht einsetzte. Ende August berief ihn der neue Nationaltrainer Christoph Daum in sein Aufgebot für das WM-Qualifikationsspiel gegen Montenegro, setzte in jedoch ebenfalls nicht ein.

## Erfolge
- Rumänischer Pokalsieger: 2012